# Nový Dvůr (Nymburki járás)
Nový Dvůr település Csehországban, a Nymburki járásban. Nový Dvůr Vestec, Chleby, Hrubý Jeseník, Křinec és Oskořínek településekkel határos. Lakosainak száma 67 fő (2024. január 1.).

## Népesség
A település lakosságának változását az alábbi diagram mutatja:
| Lakosok száma | 187  | 185  | 177  | 122  | 83   | 70   | 74   | 75   | 70   | 67   |
|               | 1869 | 1890 | 1921 | 1950 | 1980 | 2001 | 2017 | 2019 | 2022 | 2024 |